# Stefanie Gänger
Stefanie Gänger (* 1983) ist eine deutsche Historikerin.

## Leben
Von 2003 bis 2006 studierte sie auf B.A. Europäische Kulturgeschichte an den Universitäten Augsburg und Sevilla. Von 2006 bis 2007 erwarb sie den MPhil Historical Studies an der Historischen Fakultät der Universität Cambridge. 2011 absolvierte sie die Promotion an der Historischen Fakultät der Universität Cambridge im Fachbereich World History. 2011 war sie DAAD-geförderte Postdoktorandin am Lateinamerika-Institut der FU Berlin. Von 2011 bis 2013 war sie wissenschaftliche Mitarbeiterin an der Forschungsstelle des Leibniz-Preises „Globale Prozesse“ an der Universität Konstanz. Von 2013 bis 2019 war sie Juniorprofessorin für iberische und lateinamerikanische Geschichte am Historischen Institut und dem Global South Studies Center der Universität zu Köln. Seit Januar 2019 ist sie Ko-Direktorin der Forschungsstelle des Balzan-Preises „Rethinking Global History“ von Jürgen Osterhammel. Seit April 2019 lehrt sie als Professorin für Neuere Geschichte am Historischen Seminar der Universität Heidelberg.
Ihre Schwerpunkte in Forschung und Lehre liegen in der neueren Welt- und Globalgeschichte, in der Wissens- und Wissenschaftsgeschichte und in der Medizin- und Umweltgeschichte des „langen“ 19. Jahrhunderts.

## Gastaufenthalte und Stipendien (Auswahl)
- Preisträgerin des Heinz Maier-Leibnitz-Preises der Deutschen Forschungsgemeinschaft 2019
- Gastdozentin an der Universität Tucumán, Argentinien 2014
- Johannes Zilkens-Promotionspreis des Vereins der Freunde der Studienstiftung des deutschen Volkes 2012
- Gastwissenschaftlerin an der Abteilung II (bei Lorraine Daston) des Max-Planck-Instituts für Wissenschaftsgeschichte 2010
- Gastwissenschaftlerin am Geschichtsdepartment der Universität Pennsylvania, Philadelphia 2009
- Stipendiatin der Studienstiftung des deutschen Volkes, 2005–2011

## Schriften (Auswahl)
- Relics of the past. The collecting and study of pre-Columbian antiquities in Peru and Chile, 1837–1911. Oxford 2014, ISBN 0-19-968769-2.
- als Herausgeberin mit Boris Barth und Niels P. Petersson: Globalgeschichten. Bestandsaufnahme und Perspektiven. Frankfurt am Main 2014, ISBN 978-3-593-50171-0.
- als Herausgeberin mit Irina Podgorny und Philip L. Kohl: Nature and antiquities. The making of archaeology in the Americas. Tucson 2014, ISBN 978-0-8165-3112-7.